# Užička
La rue Užička (en serbe cyrillique : Ужичка) est une rue de Belgrade, la capitale de la Serbie, située dans la municipalité urbaine de Savski venac.
Le nom de la rue est un hommage à la ville d'Užice, en Serbie. La rue constitue l'artère principale du quartier de Dedinje, l'un des plus élégants de la capitale serbe.

## Parcours
La rue Užička naît à la hauteur d'un rond-point formé par le Bulevar Vojvode Putnika. Elle s'oriente vers le sud-est, croise les rues Iličićeva (à gauche), Dr Jovana Danića (à droite), Župana Vlastimira (à gauche), Milenka Vesnića (à droite) puis passe à la hauteur du carrefour des rues Lackovićeva (à gauche) et Miloša Savčića (à droite). Elle poursuit son parcours vers le sud-est et passe les rues Zaječarska et Generala Šturma (à gauche) puis la rue Mike Ilića (à droite). À cette hauteur, elle s'incurve vers le sud, traverse la rue Teodora Drajzera et se termine au niveau du Bulevar kneza Aleksandra Karađorđevića.

## Architecture

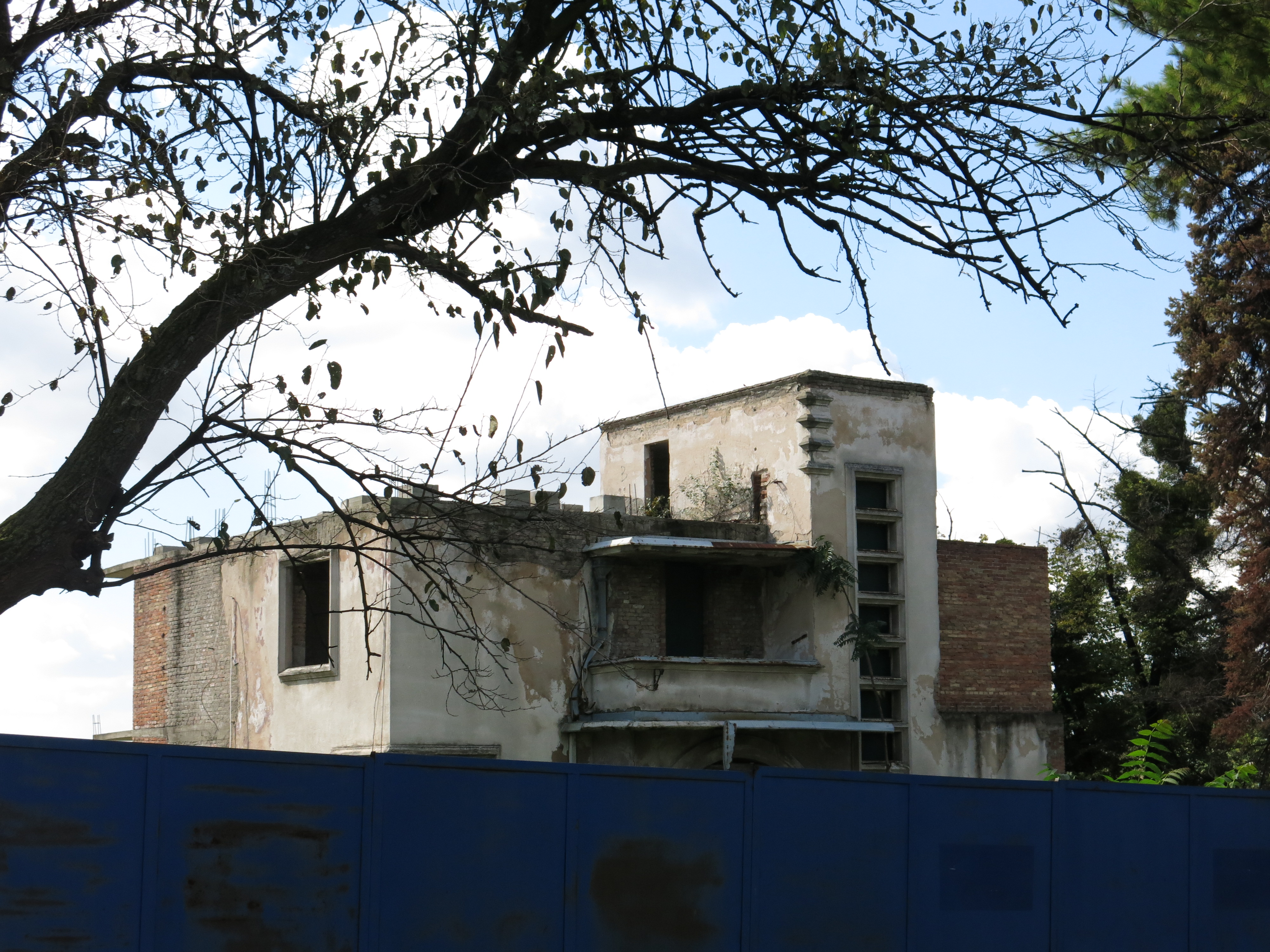
La villa de Dušan Tomić

La villa de Stevka Milićević, située au n° 54, a été construite en 1929 et 1930 par les frères Petar et Branko Krstić dans un style moderniste, avec des réminiscences académiques ; en raison de sa valeur architecturale, elle est inscrite sur la liste des biens culturels de la ville de Belgrade. Au n° 8 se trouve la villa de Dušan Tomić, construite en 1931, également d'après des plans des frères Krstić ; les façades sont dessinées dans un style moderniste, avec des cubes qui s'articulent verticalement et horizontalement, des surfaces pleines et des ouvertures ; l'ensemble est dépourvu de décoration, à l'exception du porche d'entrée soutenu par deux cariatides ; cette villa est elle aussi classée.

## Missions diplomatiques
Plusieurs ambassades sont installées dans la rue. L'ambassade du Monténégro est située au n° 1, celle de Roumanie au n° 10, celle de Chine au n° 25, celle d'Irak au n° 27, celle de Norvège au n° 43

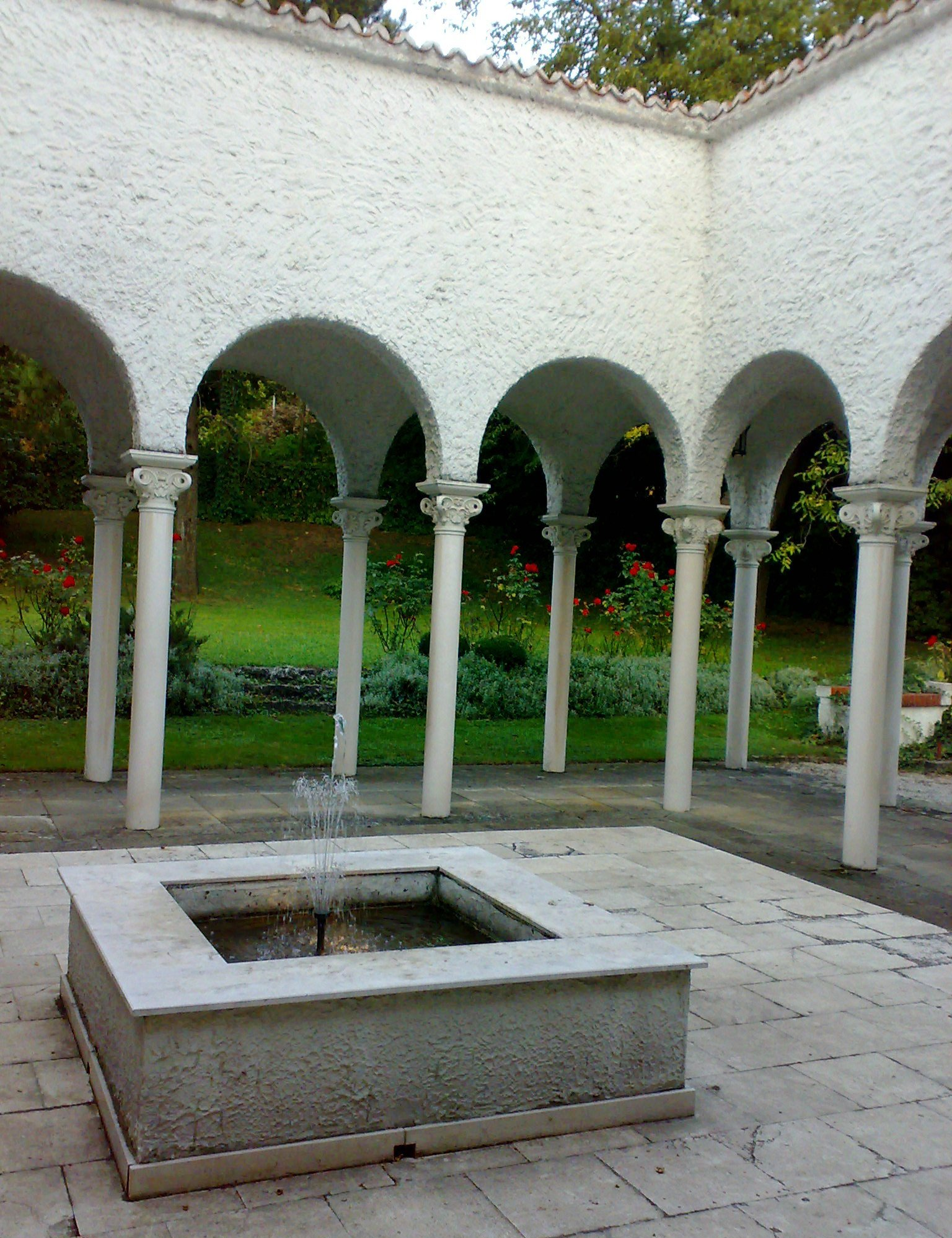
La cour de l'ambassade de Norvège